# Museo d'arte sacra di Alcamo
Nel 2010, grazie all'opera dell'arciprete pro-tempore Monsignor Antonino Treppiedi e per volere del vescovo di Trapani,  nei locali della Basilica di Santa Maria Assunta di Alcamo, è stato allestito il Museo d'arte sacra Basilica Santa Maria Assunta con la consulenza tecnica degli architetti Pietro Artale, Calogero Mauro Calamia, e quella museografica del Prof. Maurizio Vitella.

## Opere

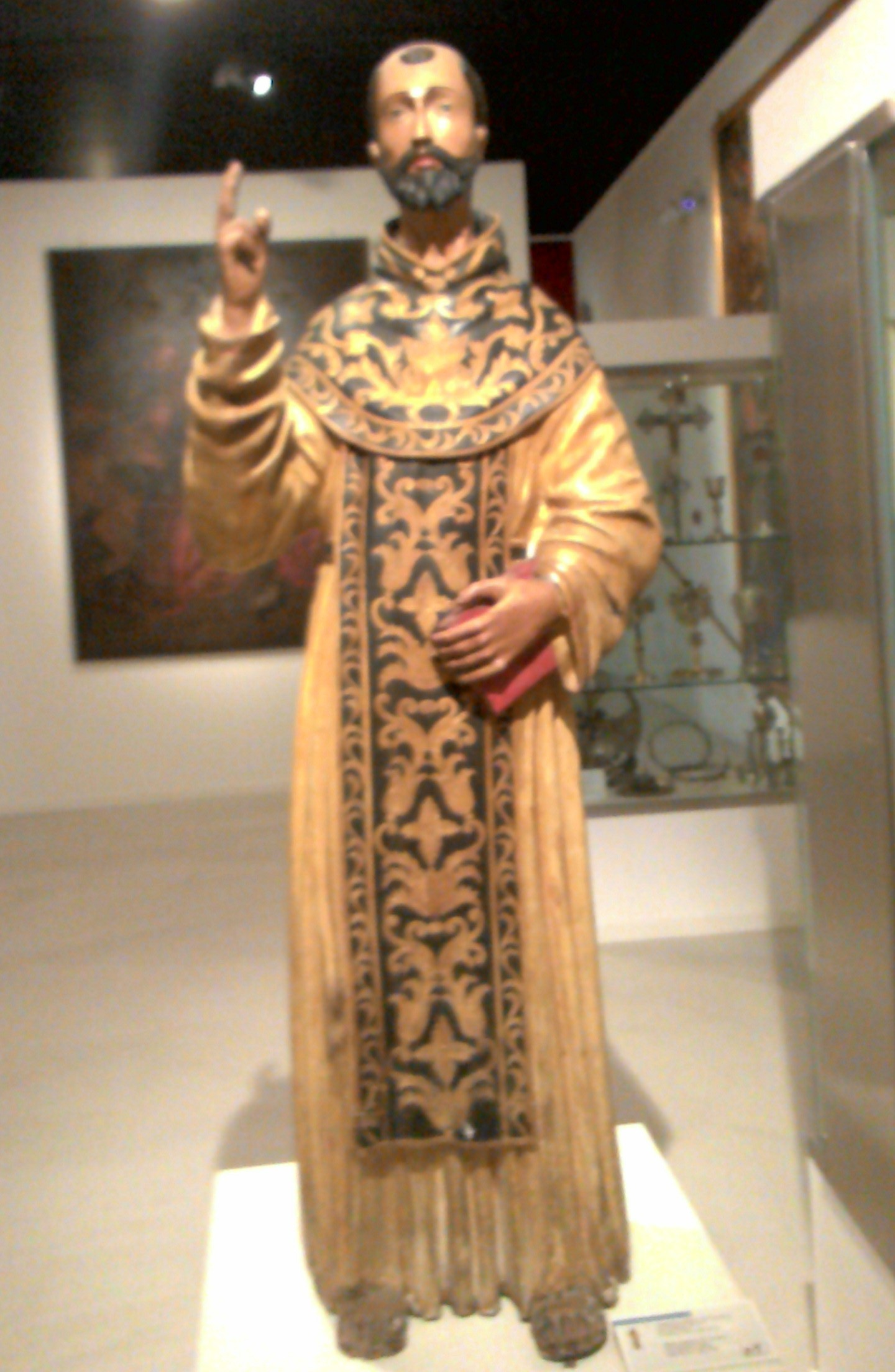
Statua di san Leonardo

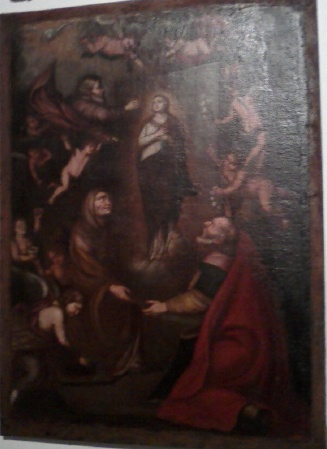
Immacolata creata da Dio Padre, tela d'ignoto del XVIII secolo

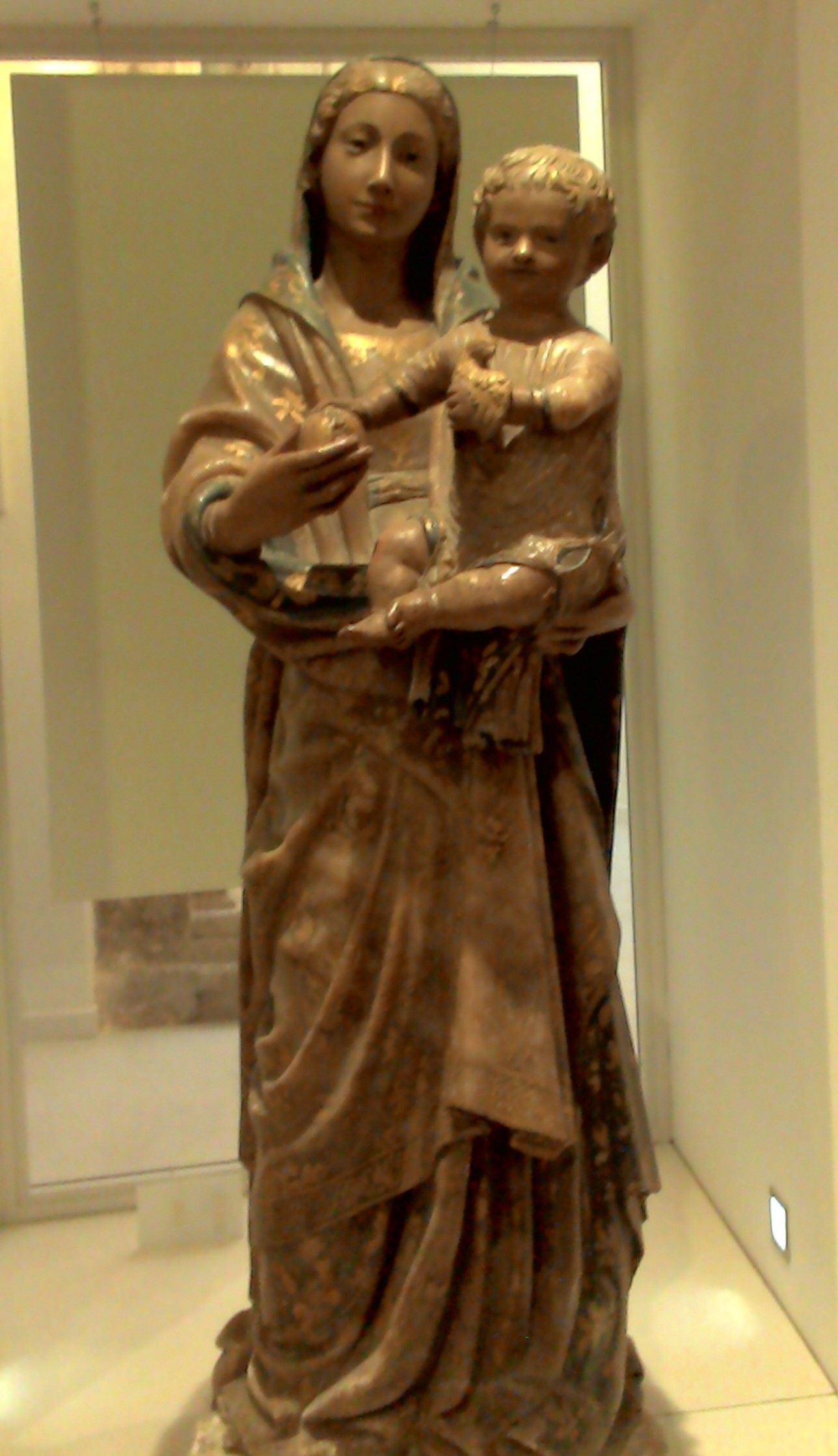
Madonna della Provvidenza

Il museo contiene moltissime opere pittoriche, scultoree e d'oreficeria provenienti dalle chiese di Alcamo, risalenti al periodo che va dal XIII al XX secolo,  per un totale di 150 opere disposte in uno spazio di 400 metri quadrati, ricavato dall'ex oratorio del Santissimo Sacramento annesso alla basilica. 
Tali opere erano state raccolte e messe al riparo nella chiesa e nei locali attigui dopo il terremoto del Belice del 1968 (essendo state molte chiese rese inagibili) da monsignore Vincenzo Regina, arciprete di Alcamo dal 1944 al 1991.
Ecco alcune delle opere presenti all'interno del museo:
- statua della Madonna della Provvidenza (o Madonna del Melograno), realizzata in marmo alabastrino, risalente alla fine del XV secolo ed è attribuita a Pietro de Bonitate;[3] tale scultura proviene probabilmente dalla ex chiesa di Santa Maria dello Stellario (o chiesa di Santa Maria della Stella),[3] che fu demolita nel 1964;
- crocifisso risalente alla prima metà del XVI secolo, su una croce in lamina d'argento del '700;
- tela della Madonna del Rosario con San Francesco, San Domenico, San Tommaso d’Aquino, San Francesco di Paola (XVI secolo), attribuita a Vincenzo di Pavia;
- tela di San Giuda Taddeo, di Giuseppe Renda (sec. XVIII);
- tele manieriste di Gaspare Vazzano (detto "lo Zoppo di Gangi"), fra le quali la Madonna Incoronata con i SS. Vito e Bartolomeo (1612) ;
- tele dell'800 di Giuseppe Patania;
- affresco raffigurante un santo carmelitano, di autore ignoto, risalente alla fine del XV secolo;[4]
- due dalmatiche risalenti al '500;
- una statua di San Leonardo in legno policromo della prima metà del XVI secolo;
- statua lignea di San Rocco, di ignoto autore, (sec. XVI);
- statua lignea di San Sebastiano, di anonimo, (sec. XVII);
- tela ovale di San Castrenze, di Filippo Randazzo, (sec. XVIII);
- reliquiario ligneo con dipinto il Cristo risorto, San Gaetano e le reliquie dei 12 apostoli, di anonimo, (sec. XVIII);[1]
- artistico comunichino monastico in legno dorato, con la grata in ferro dorato del XVII secolo; il comunichino era la finestrella utilizzata per la comunione delle monache di clausura.
- Cuore di Maria e di Gesù, di Giuseppe Renda (sec. XVIII);
- tela ovale della Madonna dei Miracoli, di anonimo, del sec. XVIII;
- tela ovale dell’Addolorata, di Filippo Randazzo (Monocolo di Nicosia) datato 1735.[1]
- una pittura a tempera di Sebastiano Bagolino che raffigura il ritrovamento dell'immagine di Maria Santissima dei Miracoli custodita e venerata nel santuario della Madonna dei Miracoli di Alcamo;
- antifonario in più tomi, in pergamena miniata, risalente tra la fine dei XV secolo e gli inizi del XVI secolo;[5]
- un'artistica portantina, o sedia portatile per il Santissimo Viatico, in legno dorato, con soggetti simbolici dipinti ai lati, attribuibili a Vito D’Anna (secolo XVIII).
- acquasantiera della seconda metà del XVI secolo.[6]

A queste opere si aggiungono tantissimi altri oggetti di arte sacra, tra cui sculture, frammenti architettonici, paramenti, scritture sacre e gioielli in oro e argento.